# Chaerephon russatus
Chaerephon russatus е вид прилеп от семейство Булдогови прилепи (Molossidae).

## Разпространение и местообитание
Видът е разпространен в Гана, Демократична република Конго, Камерун, Кения и Кот д'Ивоар.
Обитава гористи местности, национални паркове и каньони в райони с тропически и субтропичен климат, при средна месечна температура около 24 градуса.

## Описание
Теглото им е около 17 g.